# دادگاه جنایات جنگی نانجینگ

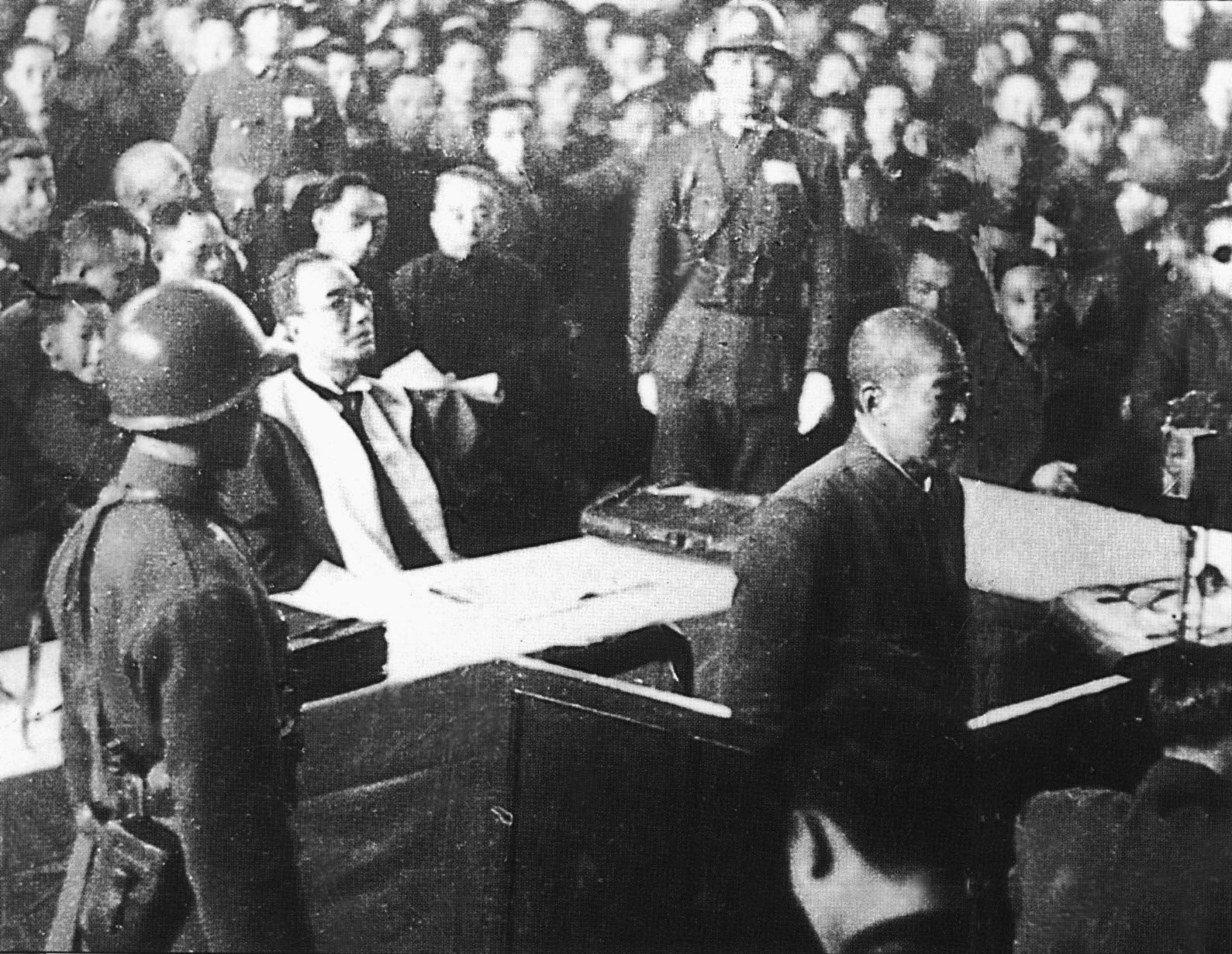
دادگاه جنایات جنگی نانجینگ

دادگاه جنایات جنگی نانجینگ (به انگلیسی: Nanjing War Crimes Tribunal) در سال ۱۹۴۶ توسط دولت (حکومت) چیانگ کای‌شک برای قضاوت چهار افسر نیروی زمینی امپراتوری ژاپن تشکیل شد که متهم به جنایاتی بودند که در جریان جنگ دوم چین و ژاپن مرتکب شدند. این یکی از ده دادگاهی بود که توسط دولت ملی‌گرایان تأسیس شد.
متهمان شامل سرلشکر تانی هیسائو، ژنرال ایسوگای رنسوکه، فرمانده گروهان تاناکا گونکیچی و ستوان دوم موکای توشی‌آکی و نودا تسویوشی دو مسئول مسابقه کشتن صد نفر با استفاده از شمشیر بودند.
ژنرال اوکامورا یاسوجی در ژوئیه ۱۹۴۸ توسط دادگاه به جرایم جنگی محکوم شد، اما بلافاصله با دستور شخصی رهبر ناسیونالیست چیانگ کای‌شک، که وی را به عنوان مشاور نظامی کومینتانگ حفظ کرد، محافظت شد.
در حالی که وی توسط بازپرس مورد سؤال قرار گرفت، اما وی در مورد کشتار نانجینگ شهادت داد:
"من موارد زیر را بر اساس آنچه از افسر ستاد میازاکی، رئیس بخش خدمات ویژه CCAA، هارادا و رئیس بخش خدمات ویژه هانگژئو، هاگیوارا، رئیس یا مدیر بخش ویژه خدمات هانگژئو یکی دو روز پس از ورود من به شانگهای شنیدم. اول، این درست است که ده‌ها هزار اقدام خشونت ، مانند غارت و تجاوز، علیه غیرنظامیان هنگام حمله به نانجینگ صورت گرفت. دوم، نیروهای خط مقدم به بهانه جیره‌بندی (فاقد جیره) به عمل شیطانی اعدام اسیران پرداختند. "
در دادگاه توکیو در مورد ماتسویی ایوانه قضاوت انجام شد و حکم اعدام گرفت.
چهار مسئول دیگر: شاهزاده کان این کوتوهیتو (درگذشته ۱۹۴۰)، ناکاجیما که‌ساگو و یاناگاوا هیسوکه (در سال ۱۹۴۵ درگذشته بودند) چو ایسامو در سال ۱۹۴۵ خودکشی کرده بود.
شاهزاده یاسوهیتو آساکا توسط ژنرال داگلاس مک‌آرتور به عنوان عضوی از خانواده امپراتوری مصونیت داده شد. تانی هیسائو تنها افسری بود که به دلیل کشتار نانجینگ تحت پیگرد قانونی قرار گرفت. وی در ۶ فوریه ۱۹۴۷ گناهکار شناخته شد و در ۲۶ آوریل توسط یک تیم شلیک کننده تیرباران/ اعدام شد. همه متهمان دیگر در سال ۱۹۴۷ به اعدام محکوم شدند.